# Sénégal aux Jeux olympiques
Le Sénégal participe aux Jeux olympiques depuis 1964, le pays ayant obtenu son indépendance le 4 avril 1960.

## Historique
Depuis 1964, le Sénégal n'a manqué aucun Jeux olympiques d'été. Un seul athlète y a remporté une médaille : Amadou Dia Ba, médaillé d'argent au 400 m haies lors des Jeux olympiques d'été de 1988 à Séoul. 
Le Sénégal fait également partie des pays tropicaux à avoir participé aux Jeux olympiques d'hiver. Aux Jeux olympiques d'hiver de 1984, le skieur alpin, Lamine Guèye représenta le Sénégal. Il participa aussi aux JO d'hiver en 1992 et 1994. En 2006 et 2010, Leyti Seck participe aux jeux de Turin et de Vancouver, dans les épreuves de slalom et de slalom géant.